# Страховський Сергій Васильович
Сергій Васильович Страховський (нар. 21 грудня 1989) — український футболіст, що грав на позиції захисника.Відомий за виступами у командах української першої ліги «Спартак» і «Прикарпаття» з Івано-Франківська.

## Клубна кар'єра
Сергій Страховський розпочав займатися футболом у ДЮСШ-3 з Івано-Франківська, пізніше перейшов до івано-франківського СДЮСШОР «Прикарпаття». У 2006 році розпочав виступи на футбольних полях у 2006 році в складі аматорської команди «Цементник» з Ямниці. У цьому ж році дебютував у складі команди першої ліги «Спартак» з Івано-Франківська, проте провів у її складі лише 4 матчі. Після розформування команди Страховський перейшов до іншої івано-франківської команди першої ліги «Прикарпаття», в якій грав протягом двох років, та провів у її складі 42 матчі. З 2009 до 2018 року Сергій Страховський грав у аматорських клубах Івано-Франківської області.